# Haßmersheim
Haßmersheim település Németországban, azon belül Baden-Württembergben. Lakosainak száma 5134 fő (2023. december 31.).

## Népesség
A település népessége az elmúlt években az alábbi módon változott:
| Lakosok száma | 4140 | 4887 | 5000 | 4986 | 5092 | 5102 | 5134 |
|               | 1975 | 2014 | 2017 | 2019 | 2021 | 2022 | 2023 |